# Walter Rauschenbusch
Walter Rauschenbusch (ur. 4 października 1861, zm. 25 lipca 1918) – amerykański teolog protestancki i duchowny baptystyczny, czołowy twórca prądu teologicznego i społecznego pn. Social Gospel.

## Życiorys
Wykształcenie otrzymał w Evangelische Gymnasium w Guetersloh, w Uniwersytecie Rochester i w Rochester Theological Seminary. Po studiach rozpoczął pracę kościelną jako pastor Second German Baptist Church (Drugiego Zboru Baptystycznego w Nowym Jorku). W czasie działalności duszpasterskiej ukształtowały się jego poglądy teologiczne i społeczne uwzględniające tezy darwinizmu i socjalizmu. Nawiązał bliską współpracę z wybitnymi teologami i reformatorami społecznymi, m.in. Henry George (1862-1916) i Richard Ely (1854-1943). Sformułowana przez nich doktryna społeczno-religijna zyskała miano Social Gospel – Ewangelii Społecznej.
Od 1897 piastował stanowisko akademickie w Rochester Theological Seminary, gdzie był profesorem Nowego Testamentu.

## Ocena
W opinii Martina Luthera Kinga, “Rauschenbusch zapewnił amerykańskiemu protestantyzmowi poczucie odpowiedzialności społecznej, której ten już nigdy nie utracił.”.

## Główne dzieła
- Christianity and the Social Crisis (1907)
- For God and the People. Prayers for the Social Awakening (1910)
- The Theology of the Social Gospel (1917)[3]